# Franciszka Koraszewska
Franciszka Koraszewska, z domu Czok (ur. 25 marca 1868 w Katowicach, zm. 8 grudnia 1947 tamże) – działaczka narodowa, społeczna i kobieca na Śląsku.
Była działaczką organizacji kobiecych, teatralnych i śpiewaczych, delegatką na polski Sejm Dzielnicowy w Poznaniu oraz łączniczką w Polskiej Organizacji Wojskowej.

## Życiorys
Była córką kowala z Katowic. Ukończyła szkołę ludową i kursy robót ręcznych, pracowała
w Katowicach, Lipsku i w okolicach Hamburga. Potem zamieszkała w Opolu, gdzie z mężem Bronisławem Koraszewskim prowadziła „Gazetę Opolską”. W okresie plebiscytowym (1919–21) wydawała niemieckojęzyczną gazetę dla inteligencji „Der weisse Adler”, czyli „Biały Orzeł”.
Była jedną z działaczek zachęcających odezwami do udziału w wiecu kobiet, który odbył się 22 stycznia 1907 w Reichshalle w Katowicach (obecnie w budynku tym mieści się Filharmonia Śląska przy ulicy Sokolskiej). Podczas wiecu domagano się m.in. zapewnienia dzieciom nauki języka polskiego, właściwego traktowania ich przez niemieckich nauczycieli.
Należała do Związku Towarzystw Polek, który agitował wśród kobiet na rzecz kandydowania i głosowania na stronę polską w wyborach do rad gminnych, które odbyły się 9 listopada 1919 roku. W wyborach tych została wybrana do Rady Miejskiej w Opolu.

## Upamiętnienie
Została upamiętniona jako jedna z patronek Alejki Pamięci Niezwykłych Polek ufundowanej w 100-lecie uzyskania przez Polki praw wyborczych. Jest to rząd 10 ławek przed Urzędem Wojewódzkim w Opolu z tabliczkami z nazwiskami patronek.